# Defense of the Ancients
Defense of the Ancients (forkortet DotA) er en bane til Warcraft 3 udvidelsen "The Frozen Throne", baseret på "Aeon of Strife"-modden fra StarCraft. Det er et spil for op til 10 spillere, delt ud på 2 hold (Sentinel og Scourge), der så kommer til at udkæmpe hinanden i spillet. Holdene kan være eksempelvis være 1 mod 1 eller 5 mod 5 osv. Ligeledes kan holdene være delt med 2 forskellige antal spillere, hvilket de forskellige hold så kan drage fordel af. Målet med spillet er for hvert hold at destruere modstandernes Ancients, som er svært beskyttet i kortets modsatte hjørner. 
Inden start af spillet vil der på hver hold automatisk være tilegnet en "Computer Player", der vil fungere som styreenhed for hvert holds enheder (creeps).

## Gameplay
Ved start får hver sin spiller mulighed for at vælge en helt, eller vælge "-random" hvilket automatisk vil give denne spiller en tilfældig helt (Ekstra guld), ud fra valget af omkring 103 helte (delt ud på 9 huse (taverns
Afhængigt af game mode vælges heroes på andre måder.
Heltene i spillet varierer mellem at have deres primære egenskab som: 
Intellekt ("Intellect") → En magiker med kraftig magi men lidt liv (Hit Points). Der findes kun to intellektbaserede helte som benytter sig af nærkamp.
Smidighed ("Agility") → En kriger med hurtige angreb, skader højt men typisk har lidt liv (Hit Points).
Styrke ("Strength") → En kriger med meget liv (Hit Points), egnet til at tage skaden for sit hold. Svag på magi. Der findes kun to styrkebaserede helte som benytter sig af kamp fra afstand ("Ranged").
De forskellige primære egenskaber hver helt har, vil indikere hvilke våben der primært skal kigges efter, når de køber disse.
Der vil blive givet en mulighed til spilleren med blå farve (den første på listen ved start) at styre, hvordan spillets start skal foregå. Kommandoerne kan læses i "Help"-menuen inde i spillet eller på hjemmesiden "DotA-allstars.com". De 6 normale kommandoer er:
-ar (All Random) → Dette vil køre en tilfældig udvælgelse, som vil blive tildelt spillerne. Du kan i denne mode også vælge af skrive -repick, og gør du det vil du få tilegnet en ny tilfældig hero, men miste 200 guld.
-ap (All Pick) → Normalt har spillerne kun adgang til 4 huse (hvor helte vælges fra i starten), men med denne kommando vil spillere have frit valg fra det andet holds huse. Altså vil Sentinels kunne vælge fra Scourges huse og omvendt. Når man er 5 spillere i denne mode og man selv vælger sin hero vil man blive tilegnet 603 guld. Men i denne her mode kan man også vælge at skrive -random, vælger man at skrive -random får man tilegnet en tilfældig hero, men starter til gengæld med 853 guld. Er man utilfreds med sin hero kan man vælge at skrive -repick. -repick gør at man kan vælge en ny hero fra de forskellige huse (vær opmærksom på at når du først repicker kan du ikke skrive -random igen, her skal du selv vælge din hero). Repicker du en randomed hero vil du kun starte med 503 guld.
-sd (Single-draft) → Dette vil tilegne hver enkelt spiller 3 helte at vælge imellem, en agility, strengt og intelligence helt.
-cm → I denne kommando vil der, foruden det der er beskrevet under -ap, også være mulig for skiftevis, at sortere 8 helte væk fra heltepuljen. Desuden vælges helte via det man kalder et "1-2-2-2-1 draft". Det betyder at hold Sentinel starter med at vælge en helt. Derefter vælger hold Scourge 2, hvorefter hold sentinel følger op med endnu 2 helte osv. Denne kommando kaldes også "captains mode". det gør den eftersom det er den kommando der bruges i alle holdkampe i de forskellige dota divisioner der findes. se evt. pickleague i dota-league.com
-em (Easy Mode) → Kan tilføjes på de fleste modes. Giver mere guld og experience.
-so [Switch on] → Denne kommando kan sættes bag en anden mode, den gør så man kan skifte hold til The scourge eller til The Sentinel. Den bruges ofte hvis f.eks. en går ud eller der skal balance i spillet.
Efter valg af helte er overstået gælder spillet så om at udkæmpe modstandernes creeps, helte og bygninger. Dette gøres nemmere for hver helt ved at købe et vis arsenal af våben, som kan købes for guld i ens base eller en af de 2 "hemmelige" købssteder på kortet. 
Guld fås ved at få sidste slag ind på creeps, helte eller bygninger det er også det man kalder for last-hits. Man kan også denye sine egne creeps ved at angribe dem når de har lidt liv, et deny bliver vist i form af et "udråbstegn" og gør at helten på det fjendtlige hold der er tæt ved dig, vil få mindre xp for netop det monster. Ligeledes vil hver spiller blive tildelt et start beløb mellem 603 guld og 4265 guld, afhængig af hvor mange spillere der findes på hvert hold. Jo flere spillere, jo lavere mængde penge, og hvilket mode der spilles. Vedrørende våbenkøb vil der være muligheder for at købe kombinationer af våben, der i sidste ende vil binde disse sammen til et stærkere våben. Såkaldte recipes bruges til at sammensætte genstande, og kan ses ved 6 merchants i basen.
Heltene vil hver især starte i level 1. Her vil alle så have mulighed for at vælge en ud af 4 evner, som vil forbedre heltens chancer i kamp. For hver level helten får, kan en ny evne vælges eller en allerede valgt evne kan forbedres. Heltene får levels ved hjælp af erfaring, som udvindes af at stå nær creeps eller helte, der dør. Hver helt kan maximalt blive level 25. 
Ultimate skils fås i lvl. 6, 11 og 16. Da alle helte har hver sine unikke evner og metoder til at støtte holdet, så har hver sin helt også både stærke og svage sider. En stor del af spillet DotA handler derfor om at kombinationen af de 5 helte man har valgt, skal udgøre et hold der dækker både modstanderens svagheder samt egne svagheder.
Når man spiller er det vigtigt at have helte der har noget at byde på hver især. Et hold skal gerne bestå af en tank der kan tage skade, 1-2 support-helte (helte som har evner der kan hjælpe holdet f.eks. at give liv). Til sidst 2-3 gankers (altså helte der kan lave god skade på modstanderne).
Hver gang en helt dør vil spilleren modtage en tidsstraf, hvor helten ikke er i spil. Tiden på tidsstraffen vil afhænge af, hvor høj level helten er. Dog kan spilleren købe sin helt fri, hvis at benytte et af helt-husene (circle of power) i ens base.
Spillet vindes ved at kæmpe sig hele vejen ind til hovedbygningen i den andens base og destruere denne. Sentinel har til mål at destruere "Frozen Throne", mens Scourge har til mål at destruere "The World Tree".
Jævnfør version 6.71b